# ویلیام بلونت
ویلیام بلونت (به انگلیسی: William Blount) سناتور سابق عضو حزب دموکرات-جمهوری‌خواه بود. وی در سال ۱۷۹۶ تا ۱۷۹۷ میلادی سناتور ایالت تنسی در سنای ایالات متحده آمریکا بود.